# Polycopissa
Polycopissa is een geslacht van kreeftachtigen uit de klasse van de Ostracoda (mosselkreeftjes).

## Soorten
- Polycopissa anax Kornicker & Iliffe, 1989
- Polycopissa japonica Chavtur, 1979
- Polycopissa levis (Hartmann, 1954) Chavtur, 1981
- Polycopissa limbata (Hartmann, 1954) Chavtur, 1981
- Polycopissa okadai Tanaka & Ohtsuka, 2015
- Polycopissa siewingi (Hartmann, 1958) Chavtur, 1981